# Sarcostemma viminale
Sarcostemma viminale (L.) R.Br. és una suculenta de la  família de les Asclepiadaceae (o Apocynaceae d'acord amb la classificació APG).

## Descripció
És una enfiladissa suculenta. Les seves tiges i les seves branques estan majoritàriament ajagudes o enfilades per altres tipus de vegetació. Tenen un color gris-verd i produeixen saba lletosa quan es trenquen. Les fulles es redueixen a escates. Les flors estan formades en umbel·les esfèriques dolçament perfumades. Els fruits són en forma de pastanaga, i contenen llavors amb un floc de pèls sedosos blancs.]

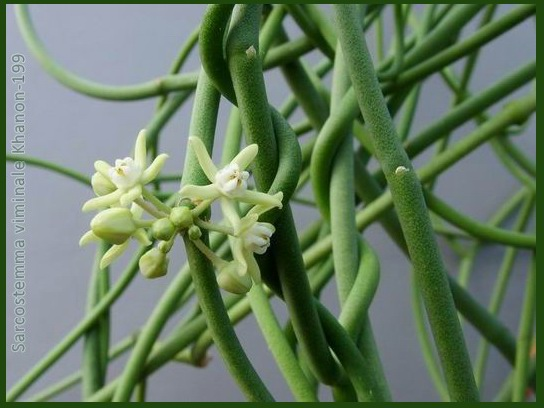
Flors

## Distribució i hàbitat
La distribució d'aquesta espècie s'estén des de l'Àfrica subsahariana (Eritrea, Etiòpia, Somàlia, Kenya, Tanzània, Angola, Malawi, Zimbàbue, Namíbia, Sud-àfrica, Madagascar, Cap Verd, Maurici i Seychelles), a través de la Península Aràbiga (Oman, Aràbia Saudita i el Iemen) l'Índia i Filipines, fins a Oceania (Austràlia i Nova Caledònia).

## Usos
Alguns autors identifiquen aquesta espècie amb la Soma, la planta sagrada utilitzada amb fins rituals en vedisme.